# Weston Mills
Weston Mills – jednostka osadnicza w Stanach Zjednoczonych, w stanie Nowy Jork, w hrabstwie Cattaraugus.